# Zonetoernooi dammen 1992 Frankrijk
Het Frans zonetoernooi dammen 1992 werd van 15 tot en met 22 februari 1992 in een rond toernooi door 10 Franse deelnemers gespeeld. Op 19 februari werden 2 partijen per dag gespeeld en op de overige speeldagen 1 partij per dag. 
Het toernooi werd gewonnen door Fidèle Nimbi met 12 punten voor Gilles Delmotte met 11 punten. Thierry Delmotte en Daniel Issalène deelden de derde plaats met elk 10 punten. 
Nimbi, G. Delmotte en T. Delmotte namen uiteindelijk deel aan het wereldkampioenschap 1992 in Toulon.
West-Europa 1980 Arta Terme · 
Amerika 1980 · 
Oost-Europa 1980 Riga · 
Afrika 1980 · 
Amerika 1981 · 
West-Europa 1982 · 
Afrika 1982 · 
Amerika 1983 · 
Afrika 1984 · 
West-Europa 1984 Savona · 
Afrika 1985 · 
Amerika 1985 · 
Amerika 1987 · 
Afrika 1990 · 
Europa 1990 · 
Frankrijk 1992 · 
Amerika 1992 · 
Oost-Europa 1992 · 
Afrika 1992 · 
Amerika 1994 · 
Oost-Europa 1994 · 
Azië / Rusland 1994 · 
Afrika 1994 Dakar · 
West-Europa 1994 Heerenveen · 
Amerika 1995 · 
Europa 2000 Polen · 
Europa 2003 Cannes · 
Europa 2005 Gniezno · 
Amerika 2005 Montréal · 
Europa 2007 Korbach · 
Europa 2007 Vilnius · 
Europa 2009 Berlijn